# Giro di Puglia 1981
Il Giro di Puglia 1981, decima edizione della corsa, si svolse dal 22 al 26 aprile 1981 su un percorso totale di 796 km, ripartiti su 5 tappe, di cui una a cronometro. La vittoria fu appannaggio dell'italiano Gianbattista Baronchelli, precedendo i connazionali Claudio Torelli e Giovanni Mantovani.

## Tappe
| Tappa  | Data      | Percorso                                          | km  | Vincitore di tappa | Leader cl. generale      |
| ------ | --------- | ------------------------------------------------- | --- | ------------------ | ------------------------ |
| 1ª     | 22 aprile | Martina Franca > Maglie                           | 199 | Giuseppe Saronni   | Giuseppe Saronni         |
| 2ª     | 23 aprile | Maglie > Campi Salentina                          | 193 | Giuseppe Saronni   | Giuseppe Saronni         |
| 3ª     | 24 aprile | Campi Salentina > Putignano                       | 194 | Claudio Torelli    | Claudio Torelli          |
| 4ª     | 25 aprile | Torre Canne > Selva di Fasano (cron. individuale) | 22  | Knut Knudsen       | Gianbattista Baronchelli |
| 5ª     | 26 aprile | Fasano > Martina Franca                           | 188 | Giuseppe Saronni   | Gianbattista Baronchelli |
| Totale | Totale    | Totale                                            | 796 |                    |                          |

## Dettagli delle tappe

### 1ª tappa
- 22 aprile: Martina Franca > Maglie – 199 km

Risultati
| Pos. | Corridore        | Squadra    | Tempo    |
| ---- | ---------------- | ---------- | -------- |
| 1    | Giuseppe Saronni | Gis Gelati | 4h44'02" |
| 2    | Knut Knudsen     | Bianchi    | s.t.     |
| 3    | Cesare Cipollini | Selle S.M. | s.t.     |

| Pos. | Corridore        | Squadra    | Tempo |
| ---- | ---------------- | ---------- | ----- |
| 1    | Giuseppe Saronni | Gis Gelati | ?     |
| 2    | Knut Knudsen     | Bianchi    | ?     |
| 3    | Cesare Cipollini | Selle S.M. | ?     |

### 2ª tappa
- 23 aprile: Maglie > Campi Salentina – 193 km

Risultati
| Pos. | Corridore        | Squadra    | Tempo    |
| ---- | ---------------- | ---------- | -------- |
| 1    | Giuseppe Saronni | Gis Gelati | 4h57'53" |
| 2    | Marco Cattaneo   | Famcucine  | s.t.     |
| 3    | Dante Morandi    | Famcucine  | s.t.     |

| Pos. | Corridore        | Squadra    | Tempo |
| ---- | ---------------- | ---------- | ----- |
| 1    | Giuseppe Saronni | Gis Gelati | ?     |
| 2    | Cesare Cipollini | Selle S.M. | a 12" |
| 3    | Knut Knudsen     | Bianchi    | a 15" |

### 3ª tappa
- 24 aprile: Campi Salentina > Putignano – 194 km

Risultati
| Pos. | Corridore          | Squadra   | Tempo |
| ---- | ------------------ | --------- | ----- |
| 1    | Claudio Torelli    | Famcucine | ?     |
| 2    | Giovanni Mantovani | Hoonved   | ?     |
| 3    | Geir Digerud       | Magniflex | ?     |

| Pos. | Corridore                | Squadra   | Tempo |
| ---- | ------------------------ | --------- | ----- |
| 1    | Claudio Torelli          | Famcucine | ?     |
| 2    | Giovanni Mantovani       | Hoonved   | a 10" |
| 3    | Gianbattista Baronchelli | Bianchi   | a 12" |

### 4ª tappa
- 25 aprile: Torre Canne > Selva di Fasano – Cronometro individuale – 22 km

Risultati
| Pos. | Corridore         | Squadra    | Tempo  |
| ---- | ----------------- | ---------- | ------ |
| 1    | Knut Knudsen      | Bianchi    | 32'11" |
| 2    | Giuseppe Saronni  | Gis Gelati | a 4"   |
| 3    | Roberto Visentini | Sammontana | a 27"  |

| Pos. | Corridore                | Squadra   | Tempo |
| ---- | ------------------------ | --------- | ----- |
| 1    | Gianbattista Baronchelli | Bianchi   | ?     |
| 2    | Giovanni Mantovani       | Hoonved   | a 4"  |
| 3    | Geir Digerud             | Magniflex | a 36" |

### 5ª tappa
- 26 aprile: Fasano > Martina Franca – 188 km

Risultati
| Pos. | Corridore        | Squadra    | Tempo |
| ---- | ---------------- | ---------- | ----- |
| 1    | Giuseppe Saronni | Gis Gelati | ?     |

## Classifiche finali

### Classifica generale
| Pos. | Corridore                | Squadra               | Tempo |
| ---- | ------------------------ | --------------------- | ----- |
| 1    | Gianbattista Baronchelli | Bianchi-Piaggio       | ?     |
| 2    | Claudio Torelli          | Famcucine-Campagnolo  | ?     |
| 3    | Giovanni Mantovani       | Hoonved-Bottecchia    | ?     |
| 4    | Geir Digerud             | Magniflex-Olmo        | ?     |
| 5    | Giuseppe Faraca          | Hoonved-Bottecchia    | ?     |
| 6    | Simone Fraccaro          | Gis Gelati-Campagnolo | ?     |
| 7    | Antonio D'Alonzo         | Selle Italia          | ?     |
| 8    | ?                        | ?                     | ?     |
| 9    | Settimo Mini             | -                     | ?     |
| 10   | Valerio Lualdi           | Gis Gelati-Campagnolo | ?     |